# Бетеря
Бетеря́ (баш. Бетерә) — деревня в Баймакском районе Башкортостана России, относится к Темясовскому сельсовету.

## Географическое положение
Стоит на реке Бетере у впадения притока реки Карнайелги.
Расстояние до:
- районного центра (Баймак): 70 км,
- центра сельсовета (Темясово): 15 км,
- ближайшей железнодорожной станции (Сибай): 115 км.

.

## История
С 2005 года имеет современный статус, с 2007 года носит современное название.
Статус деревни посёлок лесозавода № 2 приобрёл согласно Закону Республики Башкортостан от 20 июля 2005 года № 211-з «О внесении изменений в административно-территориальное устройство Республики Башкортостан в связи с образованием, объединением, упразднением и изменением статуса населенных пунктов, переносом административных центров», ст.1:

6. Изменить статус следующих населенных пунктов, установив тип поселения — деревня:

6) в Баймакском районе:

к) поселка лесозавода № 2 Темясовского сельсовета;
До 10 сентября 2007 года называлась Деревней Лесозавода № 2. Переименование прошло согласно Постановлению Правительства РФ от 10 сентября 2007 г. N 572 «О присвоении наименований географическим объектам и переименовании географических объектов в Республике Адыгея, Республике Башкортостан, Ленинградской, Смоленской и Челябинской областях», вместе с 4 населёнными пунктами района:

 переименовать в Республике Башкортостан:

в Баймакском районе — деревню Лесозавода № 2 в деревню Бетеря, деревню Лесоучастка Саксай в деревню Саксай, деревню фермы Суванякского совхоза в деревню Кугидель, село Центральной усадьбы Зилаирского совхоза в село Ургаза 

## Население
| 2002 | 2009 | 2010 |
| ---- | ---- | ---- |
| 339  | ↘337 | ↘323 |

Национальный состав
Согласно переписи 2002 года, преобладающая национальность — башкиры (100 %).

## Религия
В деревне есть мечеть.